# Oharu Jagatara
Oharu Jagatara (japanisch じゃがたら お春, auch Jeronima Marina; geboren 1624 – 1626 in Nagasaki, Präfektur Nagasaki; gestorben 1697 in Batavia) war eine Japanerin der frühen Edo-Zeit, die in Zusammenhang mit der Abschließung Japans durch das Tokugawa-Shōgunat ins Exil nach Batavia (heute: Jakarta) verbannt wurde. Der Grund für ihre Verbannung war ihre Herkunft. Sie wurde als Kind einer interkulturellen Ehe des Italieners Niccolò Marino mit der Japanerin Maria geboren. Bekannt ist Jagatara Oharu für die „Jagatara-Briefe“ (ジャガタラ文, Jagatara-bumi), die sie aus dem Exil schrieb und die erhalten geblieben sind.

## Leben und Wirken
Jagatara wurde zwischen 1624 und 1626 als Tochter des Italieners Niccolò Marino, der Navigator auf einem portugiesischen Handelsschiff war, und der Japanerin Maria, Tochter eines Händlers, in Nagasaki geboren. Jagatara wurde von einem Beamten Otona (お万) in der landwirtschaftlichen Verwaltung von Koyanagi Riemon adoptiert und wuchs in Chikugo auf. Nach dem im Juni 1639 erlassenen fünften Edikt zur Abschließung des Landes (Sakoku) mussten alle Europäer aus Nagasaki Japan verlassen. Dieses Edikt erstreckte sich auch auf Japaner, die zum christlichen Glauben konvertiert waren. In der Folge wurde Jagatara im Alter von ca. 14 Jahren zusammen mit ihrer Schwester Man (christlicher Name Magdalena), ihrer Mutter und 32 weiteren Personen mit dem Schiff Breeda von Hirado nach Batavia ins Exil verbracht. Unter den Exilanten befanden sich auch Personen wie William Adams und Melchior van Santvoort.
Im Exil heiratete Jagatara etwa im Alter von ca. 21 Jahren 1646 den aus Hirado verbannten Holländer Simon Simonssen, der für die Ostindien-Kompanie tätig war und selbst aus der Ehe einer Japanerin mit einem Holländer hervorgegangen war. Aus ihrer Ehe gingen drei Söhne und vier Töchter hervor, von denen drei im Kindesalter starben. Simonssen wurde später Hafenmeister, wodurch der Wohlstand der Familie gesichert war. Im Mai 1672 starb Jakartas Mann Simon und hintertließ Jakarta eine beträchtliche Summe Geld. Als die Restriktionen ein wenig gelockert wurden, sendete Jakarta 1681 erneut einen Brief und Geschenke nach Japan. Jagatara starb 1697 im Alter von ca. 72 Jahren im Exil. Sie hinterließ ein Testament, das im Museum in Jakarta aufbewahrt wird und in dem sie verfügt, dass das Erbe auf ihre Kinder und Enkel aufgeteilt wird.

## Jagatara-Briefe

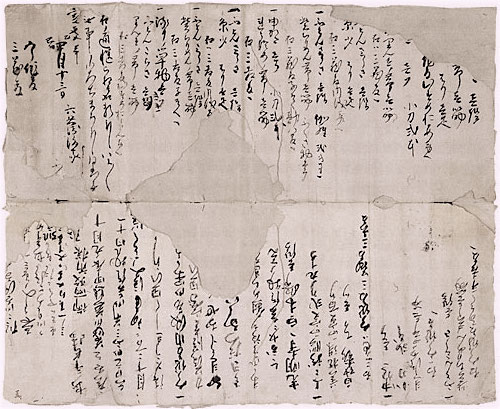
Ausschnitt aus den „Jagatara-Briefen“, Historisches Museum Matsura

Nachdem Jagatara verbannt worden war, begann sie in ihrer Jugend Briefe in ihre Heimat nach Japan zu schicken. Der erste von fünf Bänden mit Briefen von Jagatara und anderen Exilierten wurde 1714 von Nishikawa Joken unter dem Titel Nagasaki Yawagusa (長崎夜話草) veröffentlicht. Die Briefsammlung umfasst darüber hinaus noch einen authentischen Brief der Japanerin Cornelia, die mit Pieter Cnoll verheiratet war, und einen, der an Handa Goemon in Hirado adressiert ist.
Die Jagatara-Briefe wurden mit Kana-Schriftzeichen auf Seide geschrieben und zu einem Beutel vernäht. In den Briefen kommen die Trauer um den Verlust der Heimat und der Verwandten und Bekannten in Japan zum Ausdruck und das Bedürfnis, den in Japan Verbliebenen ihr Wohlergehen mitzuteilen. Dieser Briefe wegen ist Jagatara bis heute als tragische Heldin in Japan bekannt und Gegenstand von Tanka-Gedichten und Liedern.
Entdeckt wurden die Briefe, weil 1886 der Grabstein von Michael T'Sobe vom Priester A. F. King in Batavia aufgefunden wurde und die Frage danach, wer der Begrabene gewesen war, aufwarf. 1910 veröffentlichte der Priester D. Satō unter dem Titel Rekishi Chiri (歴史地理) vier Briefe aus Jakarta. N. Murakami nahm daraufhin u. a. die Spur im niederländischen Landesarchiv auf und untersuchte den Verbleib der verbannten Japaner. Dabei stieß er auch auf Jagatara Oharu.